# Micșunești-Moară
Micșunești-Moară – wieś w Rumunii, w okręgu Ilfov, w gminie Nuci. W 2011 roku liczyła 451 mieszkańców.